# Tour de Badum

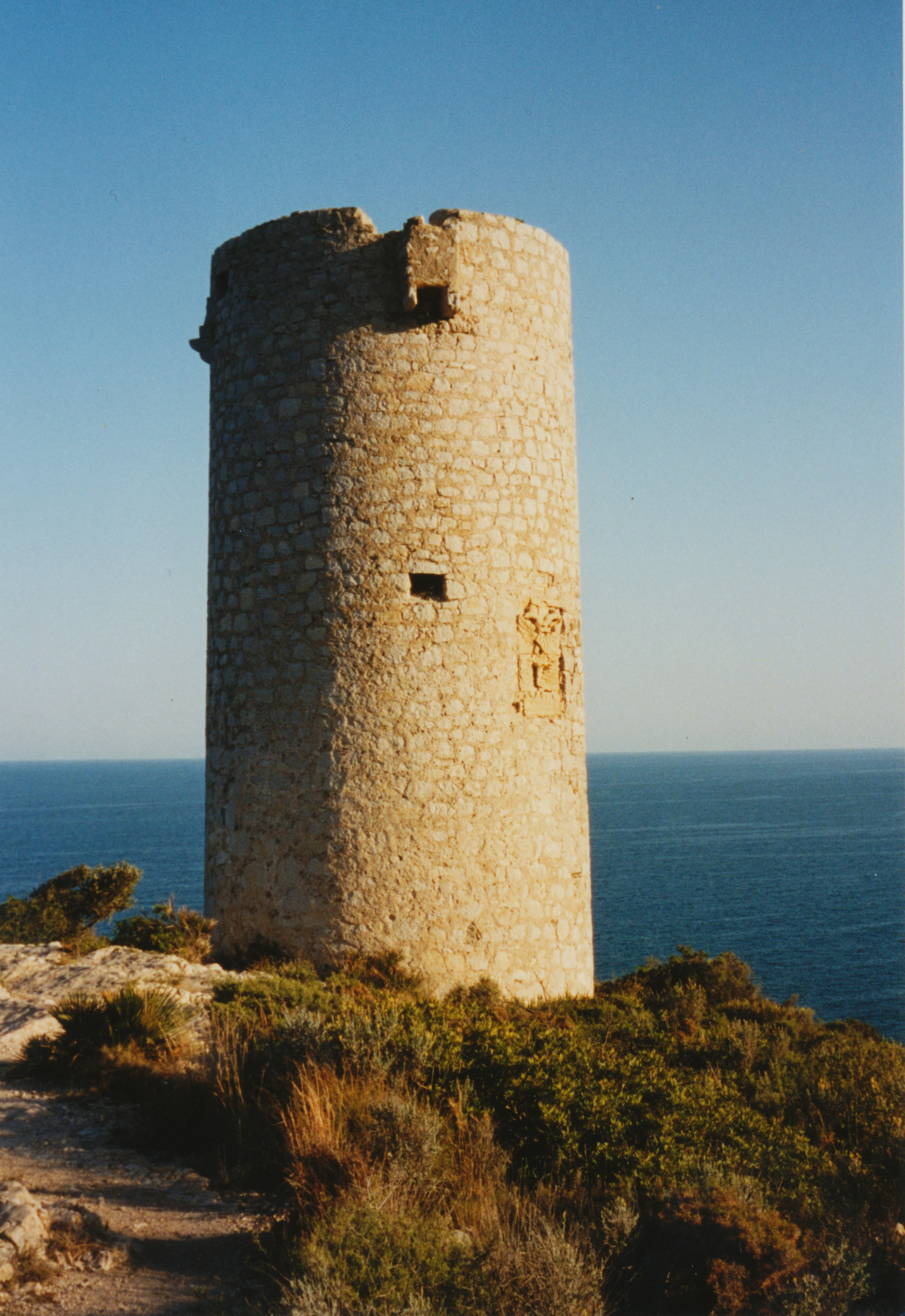
Tour de Badum

La Tour de Badum ou Tour de l'Abadum (on trouve également La Badum) est une tour de guet qui est située à 7 km au sud de Peñíscola; elle est bâtie sur un rocher d'environ 97 m de haut entre le Barranc del Volante et la plage de Pebret, au pied de la montagne d'Irta. On ne sait avec certitude si elle appartenait au système de vigie du Château de Xivert, ou si elle dépendait de la forteresse de Peñiscola.

## Architecture
C'est une construction circulaire du XVIe siècle (l'année exacte serait 1506), en pierre de taille et sans porte, mais avec de petites fenêtres dans la partie supérieure de la structure. Le diamètre à la base est de 5,75 m et le sommet a un diamètre de 5,25 m. Sa hauteur est de 11 m et les murs ont une épaisseur de 1 m.

## Écu et inscription
Sur la façade ouest, regardant vers le chemin de Pebret, on voit l'écu du Royaume de Valence de l'époque de Charles V, surmonté par l'aigle bicéphale de l'Autriche. Une inscription donne la date de la construction en 1554, le Duc de Maqueda étant vice-roi de Valence. Sur le cartouche inférieur, on lit : «SIEMBRA ALARMA Y PROTÉGEME».

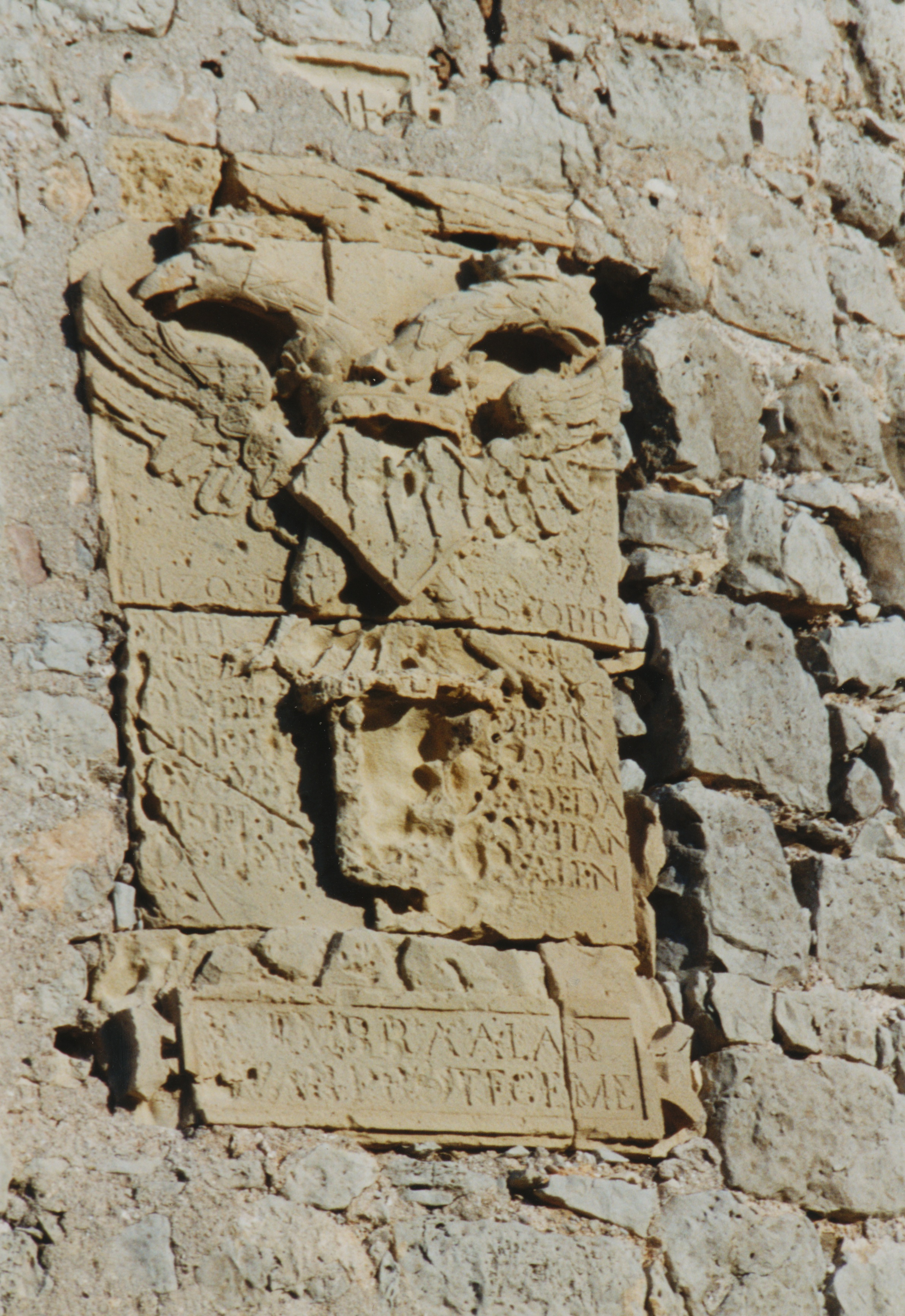
Armes

## Protection
Actuellement, la Tour est sous la protection de la Déclaration générique du Décret du 22 avril 1949, et de la loi 16/1985 sur le Patrimoine Historique.